# Superliga de Turquía 2005-06
La Superliga de Turquía 2005-06 (Turkcell Süper Lig por razones de patrocinio) fue la 48.ª temporada del fútbol profesional en Turquía.

## Tabla de posiciones
|                                     |
| Campeón Galatasaray SK 16.to título |

## Goleadores
| Jugador      | Equipo              | Nacionalidad       | Goles |
| ------------ | ------------------- | ------------------ | ----- |
| Gökhan Ünal  | Kayserispor         | Turquía            | 25    |
| Fatih Tekke  | Trabzonspor         | Turquía            | 22    |
| Cenk İşler   | Kayseri Erciyesspor | Turquía · Alemania | 20    |
| Necati Ateş  | Galatasaray         | Turquía            | 18    |
| Mert Nobre   | Fenerbahçe          | Turquía · Brasil   | 17    |
| Ümit Karan   | Galatasaray         | Turquía · Alemania | 17    |
| Umut Bulut   | MKE Ankaragücü      | Turquía            | 16    |
| Tuncay Şanlı | Fenerbahçe          | Turquía            | 15    |
| Alex         | Fenerbahçe          | Brasil             | 14    |
| Mehmet Çakır | Gençlerbirliği      | Turquía            | 14    |
| Saša Ilić    | Galatasaray         | Serbia             | 12    |
| Jabá         | Ankaraspor          | Turquía · Brasil   | 12    |

## TFF Primera División
La TFF Primera División es la segunda categoría del fútbol en Turquía. En la edición 2005-06, los clubes Bursaspor y Antalyaspor consiguieron el ascenso automáticamente, mientras los equipos clasificados entre el tercer y sexto puesto disputan los play-offs para determinar un tercer ascenso a la máxima categoría.
El Sakaryaspor se impuso en los play-offs obteniendo el tercer ascenso a la Superliga. 
| Pos. | Equipo                 | Pts. | PJ | G  | E  | P  | GF | GC | Dif. | Clasificación o descenso           |
| ---- | ---------------------- | ---- | -- | -- | -- | -- | -- | -- | ---- | ---------------------------------- |
| 1    | Bursaspor (C)          | 71   | 34 | 21 | 8  | 5  | 56 | 26 | +30  | Superliga de Turquía 2006-07       |
| 2    | Antalyaspor            | 67   | 34 | 20 | 7  | 7  | 68 | 34 | +34  | Superliga de Turquía 2006-07       |
| 3    | Altay                  | 64   | 34 | 18 | 10 | 6  | 54 | 39 | +15  | Clasificados a playoffs            |
| 4    | Sakaryaspor            | 60   | 34 | 17 | 9  | 8  | 54 | 36 | +18  | Clasificados a playoffs            |
| 5    | İstanbulspor           | 54   | 34 | 16 | 6  | 12 | 58 | 35 | +23  | Clasificados a playoffs            |
| 6    | Orduspor               | 54   | 34 | 14 | 12 | 8  | 53 | 42 | +11  | Clasificados a playoffs            |
| 7    | İstanbul BB            | 52   | 34 | 13 | 13 | 8  | 43 | 31 | +12  |                                    |
| 8    | Türk Telekom           | 45   | 34 | 11 | 12 | 11 | 40 | 40 | 0    |                                    |
| 9    | Kocaelispor            | 45   | 34 | 11 | 12 | 11 | 41 | 41 | 0    |                                    |
| 10   | Elazığspor             | 45   | 34 | 11 | 12 | 11 | 40 | 45 | −5   |                                    |
| 11   | Mardinspor             | 43   | 34 | 11 | 10 | 13 | 38 | 41 | −3   |                                    |
| 12   | Gaziantep BB           | 41   | 34 | 12 | 5  | 17 | 47 | 52 | −5   |                                    |
| 13   | Karşıyaka              | 41   | 34 | 10 | 11 | 13 | 47 | 49 | −2   |                                    |
| 14   | Uşakspor               | 40   | 34 | 11 | 7  | 16 | 40 | 54 | −14  |                                    |
| 15   | Akçaabat Sebatspor     | 34   | 34 | 7  | 13 | 14 | 37 | 54 | −17  |                                    |
| 16   | Mersin İdman Yurdu     | 29   | 34 | 6  | 11 | 17 | 30 | 54 | −24  | Descenso a la TFF Segunda División |
| 17   | Yozgatspor             | 28   | 34 | 6  | 10 | 18 | 32 | 55 | −23  | Descenso a la TFF Segunda División |
| 18   | Çanakkale Dardanelspor | 19   | 34 | 5  | 4  | 25 | 23 | 73 | −50  | Descenso a la TFF Segunda División |

 Fuente: TFF
Criterios de clasificación: 1) Puntos 2) Puntos entre sí 3) Diferencia de gol 4) Goles marcados

### Playoffs de promoción

#### Semifinales
| Equipo 1    | Resultado      | Equipo 2     |
| ----------- | -------------- | ------------ |
| Altay       | 1–0            | Orduspor     |
| Sakaryaspor | 2–2 (7–5 pen.) | İstanbulspor |

#### Final
| Equipo 1 | Resultado | Equipo 2    |
| -------- | --------- | ----------- |
| Altay    | 1–4       | Sakaryaspor |

- Sakaryaspor asciende a la Superliga de Turquía 2006-07.